# Bomberman '93
Bomberman '93 es un videojuego de la serie de Bomberman lanzado para la TurboGrafx-16 en 1992 en Japón, siendo su lanzamiento a Norteamérica en 1993. El juego fue relanzado para la Consola Virtual de la Wii y la de Wii U, con su capacidad multijugadora intacta en Europa, Norteamérica y Australia. En Japón, su secuela, Bomberman '94 fue lanzada en su lugar.

## Historia
El Bomberman negro ha atacado a la ciudad, robando los siete circuitos que proveían la ciudad con electricidad y las esparció a través de distintos planetas. La ciudad está completamente apagada y con mucho miedo. El Bomberman Blanco deberá recuperarlos.

## Jugabilidad
El juego consiste en la misma estructura básica de los juegos anteriores de la serie. El jugador controla al Bomberman moviéndolo a través de un laberinto lleno de bloques y dejando bombas. Las bombas estallan en cuestión de segundos luego de ser colocadas. La explosión puede destruir cualquier bloque o enemigos en su camino, incluido al mismo Bomberman. Si la explosión toca a otra bomba, la segunda bomba explotará instantáneamente. Esta fórmula básica es usada en el modo de un jugador y multijugador.

### Un Jugador
El juego para un jugador consiste en 7 mundos con temáticas distintas, cada uno tiene 8 fases. Cada fase consiste en un laberinto lleno de bloques, con enemigos dispersos por él. Usando bombas, el jugador debe destruir los bloques en su camino y derrotar a los enemigos. Una vez que todos los enemigos son destruidos, el portal a la siguiente fase se abre. Algunos poderes están escondidos entre ciertos bloques, que pueden aumentar la cantidad de bombas que se pueden lanzar, la distancia de la explosión, permitir que el Bomberman patee bombas, etc. La octava fase de cada mundo es una batalla con un jefe. El juego difiere de los juegos anteriores que ahora las fases son más interactivas, con algunas mecánicas nuevos, como cintas transportadoras y teletransportadores apareciendo en algunas áreas. El juego utiliza un sistema de contraseñas para permitir a los jugadores continuar donde se habían quedado.

### Multijugador
El modo multijugador permite hasta 5 jugadores competir contra los otros en una lucha a muerte con tiempo. Cada jugador intenta recolectar poderes escondidos en algunos jugadores para tratar de derrotar a los contrincantes mientras se mantenga vivo.
El último Bomberman vivo gana una ronda. Una diferencia con el modo de un jugador es que algunos bloques tienen calaveras en lugar de poderes. Estos son perjudiciales si se los agarran. Hay múltiples fases para escoger, cada uno teniendo su propia temática.
La versión de la Consola Virtual del juego solamente permite jugar a 4 jugadores usando los Wiimotes. El modo de 5 jugadores puede ser activado presionando el botón R en un controlador de GameCube mientras se empieza el juego desde el Menú Wii.

## Recepción
El juego recibió el título del mejor juego de la TurboGrafx-16 de 1993 por la Electronic Gaming Monthly.